# 裏海盆地

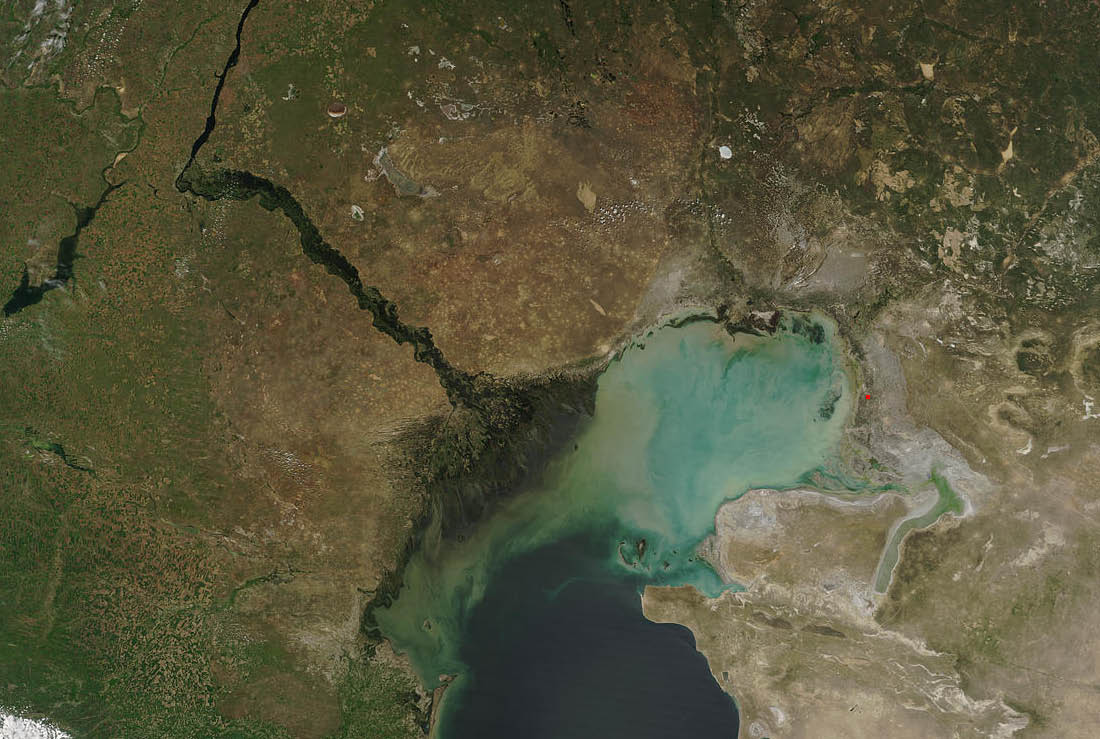

裡海盆地（俄語：Прикаспи́йская ни́зменность）是俄羅斯和哈薩克的盆地，位於裡海北面的東歐平原，面積600,000平方公里，最低點處於海平面以下28米，該地區受乾燥的大陸性氣候影響。
47°02′N 47°24′E / 47.033°N 47.400°E